# Melicope haleakalae
Melicope haleakalae är en vinruteväxtart som först beskrevs av Benjamin Clemens Masterman Stone, och fick sitt nu gällande namn av T.G. Hartley & B.C. Stone. Melicope haleakalae ingår i släktet Melicope och familjen vinruteväxter. IUCN kategoriserar arten globalt som utdöd. Inga underarter finns listade i Catalogue of Life.